# Darnum
Darnum is een plaats in de Australische deelstaat Victoria en telt 598 inwoners (2006).